# Ligaria brevicollis
Ligaria brevicollis är en bönsyrseart som beskrevs av Carl Stål 1877. Ligaria brevicollis ingår i släktet Ligaria och familjen Mantidae.

## Underarter
Arten delas in i följande underarter:
- L. b. ignota
- L. b. brevicollis